# Eunice splendida
Eunice splendida är en ringmaskart som beskrevs av Grube 1856. Eunice splendida ingår i släktet Eunice och familjen Eunicidae. Inga underarter finns listade i Catalogue of Life.